# Žaganje
Žaganje je poseben postopek rezanja, ki ga uporabljamo v večini za izdelovanje polizdelkov v obliki profilov, palic in cevi ter za izdelovanje manjših kosov (oblik plošč). Žaganje je vedno priprava za nadaljnjo obdelavo. Žaganje ima večji pomen v lesni industriji ter pri obdelavi kamna.
S skupnim imenom žaganje označujemo več  različnih postopkov, ki se razlikujejo po načinu tvorbe odrezka:
- navadno žaganje, ki prihaja po večini v poštev pri obdelavi kovin. Je odrezovanje na principu klina, z orodjem, ki ima veliko število enakih rezil in imajo natančno določeno obliko.
- torno žaganje je rezanje z velikimi hitrostmi, kjer se pojavljajo visoke temperature. Orodje ima še vedno zobe v obliki klina, vendar oblika rezil zelo malo vpliva na delo. Ta postopek bi bilo pravilneje uvrstiti med energetske postopke.
- žaganje kamna, pri tem postopku  uporabljamo žage brez zob. Pod jeklene liste ves čas dela nasipavamo ostra zrna zelo trdega rezalnega materiala. Pri novejšem načinu žaganja kamna pa uporabljamo krožne žage, ki imajo na obodu vsajena diamantna zrna.